# Fodervial
Fodervial (Lathyrus annuus) är en ärtväxtart som beskrevs av Carl von Linné. Enligt Catalogue of Life ingår Fodervial i släktet vialer och familjen ärtväxter, men enligt Dyntaxa är tillhörigheten istället släktet vialer och familjen ärtväxter. Arten förekommer tillfälligt i Sverige, men reproducerar sig inte. Inga underarter finns listade i Catalogue of Life.
Kronbladen är gula till orange.